# Ligne de tramway V (SNCV Groupe de Bruxelles Sud)
La ligne V est une ancienne ligne du tramway vicinal de Bruxelles de la Société nationale des chemins de fer vicinaux (SNCV) qui reliait Dilbeek à Uccle.

## Histoire
Tableaux : 1958 533
1927 : mise en service, traction électrique, section Bruxelles - Uccle Vivier d'Oie commune avec la ligne Bruxelles - Waterloo (voir ligne W).
État au 1er janvier 1950 : V Bruxelles Place Rouppe - Uccle Place Saint-Job
20 février 1970 : suppression.

### Monographies
- Association ferroviaire des cheminots de Charleroi (AFCC), Les chemins de fer vicinaux dans la province de Brabant, Éditions Gérard Blanchart & Cie, 2000, 239 p. (ISBN 2-87202-016-0)

### Articles
- (en) Wim Kusee, « Tramlines in Belgium - NMVB/SNCV » [« Lignes de tramway en Belgique - SNCV/NMVB »], liste des capitaux de la SNCV, sur kusee.nl